# Capasa discoloraria
Capasa discoloraria är en fjärilsart som beskrevs av Walker 1866. Capasa discoloraria ingår i släktet Capasa och familjen mätare. Inga underarter finns listade i Catalogue of Life.